# Bravo Girls: Opět v akci
Bravo Girls: Opět v akci (v anglickém originále Bring It On Again) je americký komediální film z roku 2004. Režie se ujal Damon Santostefano a scénáře Claudia Grazioso, Brian a Mark Gunn. Hlavní role hrají Anne Judson-Yager a Bree Turner. Film je prvním sequelem filmu Bravo, girls!.

## Obsazení
- Anne Judson-Yager jako Whittier Smith
- Bree Turner jako Tina Hammersmith
- Kevin Cooney jako Dean Sebastian
- Faune A. Chambers jako Monica
- Bryce Johnson jako Greg
- Richard Lee Jackson jako Derek
- Bethany Joy Lenz jako Marni Potts
- Holly Towne jako Janice
- Dennis Hemphill Jr. jako Francis
- Felicia Day jako Penelope Hope
- Katherine Bailess jako Colleen Lipman
- Joshua Gomez jako Sammy Stinger
- Kelly Stables jako malá blondýna
- Brian Wade jako Fatneck
- Darren Geare jako spoluhráč

## Další adaptace

### Film
Filmová série Bravo, girls! má pět sequelů:
- Bravo Girls: Opět v akci! (2004)
- Bravo Girls: Všechno nebo nic (2006)
- Bravo Girls: Hurá do toho! (2007)
- Bravo Girls: Bojovat až do konce (2009)
- Bring It On: Worldwide Cheersmack (2017)